# Torneo FIRA 1937
Il Torneo FIRA del 1937 fu la 2ª edizione del campionato europeo di rugby a 15 organizzato dalla FIRA.
Si tenne tra il 10 e il 17 ottobre 1937 a Parigi e fu vinto per la seconda volta consecutiva dalla Francia, che in finale ebbe la meglio sull'Italia per 43 a 5.
Il valore delle marcature, come stabilito dall’IRFB nel 1905, era: 3 punti per ciascuna meta (5 se trasformata), 3 punti per la realizzazione di ciascun calcio piazzato o mark, 4 punti per la realizzazione di ciascun drop.

## Storia
Un anno dopo la prima edizione, tenutasi a margine dei Giochi Olimpici di Berlino, fu organizzato un nuovo campionato a Parigi, in occasione dell'Esposizione universale di quell'anno.
Parteciparono le stesse Nazionali dell'anno precedente con l'aggiunta di Belgio e Paesi Bassi che partirono dai turni preliminari, rispettivamente contro Italia e Romania.
La Francia, in finale contro l'Italia, bissò il successo della prima edizione vincendo 43-5 l'incontro decisivo.

## Squadre partecipanti
- Belgio
- Francia
- Germania
- Italia
- Paesi Bassi
- Romania

## Risultati
| Turno preliminare | Turno preliminare |  |  | Semifinali | Semifinali |  |  | Finale  | Finale |
|                   |                   |  |  |            |            |  |  |         |        |
|                   |                   |  |  | Romania    | 11         |  |  |         |        |
| Romania           | 42                |  |  | Francia    | 27         |  |  |         |        |
| Paesi Bassi       | 5                 |  |  |            |            |  |  | Francia | 43     |
|                   |                   |  |  |            |            |  |  | Italia  | 5      |
|                   |                   |  |  | Italia     | 9          |  |  |         |        |
| Italia            | 45                |  |  | Germania   | 7          |  |  |         |        |
| Belgio            | 0                 |  |  |            |            |  |  |         |        |

### Turno preliminare
| Parigi 10 ottobre 1937 | Romania | 42 – 5 | Paesi Bassi | Stadio Jean Bouin |

| Arbitro: | Coinderoux |

|                                                            |      |  |
| Cova (4) D'Alessio (2) Re Garbagnati Vigliano (2) Visentin | mt   |  |
| Vigliano (3) Visentin (3)                                  | tr   |  |
| Vigliano                                                   | c.p. |  |

### Semifinali
| Arbitro: | Faur |

|                            |      |              |
| Visentin 19’ Vinci III 78’ | mt   | 54’ Fischer  |
| Vigliano 33’               | c.p. |              |
|                            | drop | 51’ Dunhaupt |

| Parigi 14 ottobre 1937 | Romania | 11 – 27 referto | Francia | Parco dei Principi |

### Finale per il 5º posto
| Parigi 15 ottobre 1937 | Belgio | 20 – 3 referto | Paesi Bassi | Stadio Charléty |

### Finale per il 3º posto
| Parigi 16 ottobre 1937 | Romania | 3 – 30 referto | Germania | Stadio Charléty |

### Finale
| Arbitro: | J. Roca |

|                                                                                   |      |                   |
| Celhay 3’, 37’, 57’ Milliand 15’, 53’ Raynal 58’ Bergèse 70’ Fabre 73’ Delqué 75’ | mt   | 33’ Re Garbagnati |
| Thiérs 3’, 37’, 53’ Desclaux 57’, 73’, 75’                                        | tr   | 33’ Vigliano      |
| Bonnus 20’                                                                        | drop |                   |